# Mujeres primero
Mujeres primero, est une émission de télévision matinale chilienne, diffusée sur La Red.

## Présentatrices

### Précédents
- Ivette Vergara (2010)
- Andrea Hoffman (2010-2011)
- Mónica Esquivel (2011)
- Alejandra Herrera (2011)
- Antonella Ríos (2010-2016)
- Janine Leal (2010-2016)
- Catalina Pulido (2017)
- Paulina Rojas (2017)

### Remplacements
- Javiera Acevedo (2010)
- Julia Vial (2010, 2013)
- Yazmín Vásquez (2010)
- Mónica Esquivel (2010-2011)
- Gabriela Zambrano (2010-2011)
- Gonzalo Feito (2012)
- Jennifer Warner (2013)
- Carola Julio (2013) [1],[2]
- Macarena Ramis (2013)
- Alejandra Valle (2014)
- Michael Roldán (2014)
- Macarena Sánchez (2014)
- Mey Santamaría (2015-2016)
- Catalina Pulido (2016)

## Panélistes
- Alejandra Valle (2011-2012) (commentatrice de spectacles)
- María Luisa Mayol "Malú" (2012) (commentatrice de spectacles)
- Yasmín Valdés (2012-2013)
- Fátima Gomes (2011-2013)
- Rodrigo Jarpa (2012-2013)
- José Valenzuela (2012-2013) (personal trainer)
- Ignacio Chávez (2012-2013) (gynécologue)
- Constanza Ganem "Conty" (2013) (commentatrice de spectacles)
- Daniela Newman (2014) (blogueuse et consultant de mode)
- Fred Redondo (2012-2015) (styliste)
- Teresa Hales (2014-2015) (actrice)
- Vanessa Miller (2014-2015) (actrice et humoriste)
- Bárbara Canale (2012-2016) (tarotyste)
- Catalina Valdés (2012-2016) (chef)
- Mauro Castro (2012-2016) (styliste)
- Alejandra Mercado (2012-2015) (avocate)
- Branko Karlezi (2015)
- Alejandro Ayún (2013-2015) (tarologue et numérologue)
- Michael Roldán (2012-2017) (commentatrice de spectacles)
- Camila Recabarren (2017)

## Saisons
| Saison | Épisodes | Diffusion originale | Diffusion originale |
| Saison | Épisodes | Début de saison     | Fin de saison       |
| ------ | -------- | ------------------- | ------------------- |
| 1      | 272      | 17 octobre 2010     | 30 décembre 2011    |
| 2      | 260      | 2 janvier 2012      | 31 décembre 2012    |
| 3      | 255      | 2 janvier 2013      | 31 décembre 2013    |
| 4      | 255      | 2 janvier 2014      | 31 décembre 2014    |
| 5      | 300      | 2 janvier 2015      | 4 mars 2016         |
| 6      | 210      | 7 mars 2016         | 3 mars 2017         |
| 7      | 49       | 6 mars 2017         | 12 mai 2017         |

## Prix et nominations
| Année | Catégorie                          | Candidat        | Résultat  | Prix             |
| ----- | ---------------------------------- | --------------- | --------- | ---------------- |
| 2013  | Meilleur programme de conversation | Mujeres primero | Vainqueur | Premios TV Grama |

### Sources
- (es) Cet article est partiellement ou en totalité issu de l’article de Wikipédia en espagnol intitulé « Mujeres primero » (voir la liste des auteurs).